# Episodi di Ernesto Sparalesto
Questa è la lista degli episodi di Ernesto Sparalesto, serie animata prodotta da Hanna-Barbera e composta da tre stagioni, composte corrispettivamente da 26, 13 e 6 episodi. 
Negli Stati Uniti d'America venne trasmessa in syndication dal 19 settembre 1959 al 20 ottobre 1961, mentre in Italia andò in onda per la prima volta su Rai 1 e solo successivamente anche su Italia 1, Cartoon Network e Boomerang. 

## Stagioni
| N° | Numero stagione | Episodi | Trasmissione originale | Trasmissione originale |
| -- | --------------- | ------- | ---------------------- | ---------------------- |
| 1  | Stagione 1      | 26      | 19 settembre 1959      | 12 marzo 1960          |
| 2  | Stagione 2      | 13      | 10 settembre 1960      | 3 dicembre 1960        |
| 3  | Stagione 3      | 6       | 15 settembre 1961      | 20 ottobre 1961        |

### Stagione 1 (1959-1960)
| Nº | Titolo originale        | Titolo italiano             | Prima TV USA      | Prima TV Italia |
| -- | ----------------------- | --------------------------- | ----------------- | --------------- |
| 1  | Scary Prairie           | Il terrore della prateria   | 19 settembre 1959 |                 |
| 2  | Bad Guys Disguise       | Un buono tra i cattivi      | 26 settembre 1959 |                 |
| 3  | Scat, Scout, Scat       | Vai scout, vai              | 3 ottobre 1959    |                 |
| 4  | Choo-Choo Chumps        | I banditi gemelli           | 10 ottobre 1959   |                 |
| 5  | Masking For Trouble     |                             | 17 ottobre 1959   | Inedito         |
| 6  | Lamb Chopped            |                             | 24 ottobre 1959   | Inedito         |
| 7  | Double Barrel Double    | Un sosia pericoloso         | 31 ottobre 1959   |                 |
| 8  | Riverboat Shuffled      | Il battello sul Mississippi | 7 novembre 1959   |                 |
| 9  | Dizzy Desperado         | L'altro Babalouie           | 14 novembre 1959  |                 |
| 10 | Sagebrush Brush         | Un'arma bianca              | 21 novembre 1959  |                 |
| 11 | Bow-Wow Bandit          | Un segugio goloso           | 28 novembre 1959  |                 |
| 12 | Six-Gun Spook           | Il fantasma pistolero       | 5 dicembre 1959   |                 |
| 13 | Slick City Slicker      | La grande città             | 12 dicembre 1959  |                 |
| 14 | Cattle Battle Rattled   | I ladri di bestiame         | 19 dicembre 1959  |                 |
| 15 | Doggone Prairie Dog     | La marmotta delle praterie  | 26 dicembre 1959  |                 |
| 16 | El Kabong               | El Kabong                   | 2 gennaio 1960    |                 |
| 17 | Gun Gone Goons          | Pistole al chiodo           | 9 gennaio 1960    |                 |
| 18 | El Kabong Strikes Again | El Kabong colpisce ancora   | 16 gennaio 1960   |                 |
| 19 | Treasure Of El Kabong   | Il tesoro di El Kabong      | 23 gennaio 1960   |                 |
| 20 | Locomotive Loco         | L'arpione d'oro             | 30 gennaio 1960   |                 |
| 21 | Bronco Bustin' Boobs    | Caccia al pony nano         | 6 febbraio 1960   |                 |
| 22 | The Lyin' Lion          | Tutto fumo niente arrosto   | 13 febbraio 1960  |                 |
| 23 | Chopping Spree          | Legame al legname           | 20 febbraio 1960  |                 |
| 24 | Elephant Boy Oh Boy !   | L'elefante                  | 27 febbraio 1960  |                 |
| 25 | Bull-Leave Me           | Caccia al toro              | 5 marzo 1960      |                 |
| 26 | Kabong Kabong's Kabong  | El Kabong contro El Kabong  | 12 marzo 1960     |                 |

### Stagione 2 (1960)
| Nº | Titolo originale          | Titolo italiano                   | Prima TV USA      | Prima TV Italia |
| -- | ------------------------- | --------------------------------- | ----------------- | --------------- |
| 1  | El Kabong Meets El Kazing | Il rivale di El Kabong            | 10 settembre 1960 |                 |
| 2  | Bullet Proof Gallot       | Lo sceriffo a prova di proiettile | 17 settembre 1960 |                 |
| 3  | Tvo Too Much              | Uno e l'altro                     | 24 settembre 1960 |                 |
| 4  | Twin Troubles             | I guai gemelli                    | 1º ottobre 1960   |                 |
| 5  | All Baba Looey            | Il bandito ombra                  | 8 ottobre 1960    |                 |
| 6  | Shooting Room Only        | Teatro mania                      | 15 ottobre 1960   |                 |
| 7  | Yippe Coyote              | Un simpatico coyote               | 22 ottobre 1960   |                 |
| 8  | Gun Shy Gal               | Una donna fuori legge             | 29 ottobre 1960   |                 |
| 9  | Who Is El Kabong?         | Chi è El Kabong                   | 5 novembre 1960   |                 |
| 10 | Scooter Rabbit            | L'allegro farabutto               | 12 novembre 1960  |                 |
| 11 | Talky Hawky               | Le uova d'oro                     | 19 novembre 1960  |                 |
| 12 | Extra Special Extra       | Extra speciale extra              | 26 novembre 1960  |                 |
| 13 | El Kabong Jr              | Il figlio di El Kabong            | 3 dicembre 1960   |                 |

### Stagione 3 (1961)
| Nº | Titolo originale      | Titolo italiano              | Prima TV USA      | Prima TV Italia |
| -- | --------------------- | ---------------------------- | ----------------- | --------------- |
| 1  | El Kabong Was Wrong   | Sbaglia anche El Kabong      | 15 settembre 1961 |                 |
| 2  | Dynamite Fright       | Tale padre, tali figli       | 22 settembre 1961 |                 |
| 3  | Baba Balt             | L'esca Babalouie             | 29 settembre 1961 |                 |
| 4  | Big Town El Kabong    | El Kabong nella grande città | 6 ottobre 1961    |                 |
| 5  | The Mark Of El Kabong | Il marchio di El Kabong      | 13 ottobre 1961   |                 |
| 6  | Mine Your Manners     | Caccia alla puzzola          | 20 ottobre 1961   |                 |